# Bronenossez
Bronenossez (russisch: Броненосец, Transliteration nach ISO 9 Bronenosec) war die Bezeichnung einer Schiffsklasse von gepanzerten Kanonenbooten der Kaiserlich-Russischen Marine. Es handelte sich um eine Serie von insgesamt zehn Kanonenbooten (Bronenossez-Klasse (Броненосец), auch Uragan-Klasse (Ураган) nach dem erstgebauten Boot). Die Boote waren die ersten Monitore, die auf russischen Werften gebaut wurden. Der Bau dieser Klasse führte zu einem Innovationsschub der russischen Schiffbauindustrie. Die Bezeichnung  Bronenossez heißt wörtlich übersetzt Panzerschiff.

## Geschichte
Die russische Marineführung verfolgte die Entwicklung im Bereich des Baus von gepanzerten Kriegsschiffen aufmerksam. Nachdem Berichte über den erfolgreichen Einsatz der Monitor im amerikanischen Sezessionskrieg eingegangen waren, wurde der Bau der hölzernen Fregatten Sewastopol (Севастополь), Petropawlowsk (Петропавловск) und der Korvette Askold (Аскольд) vorerst ausgesetzt. Zur Diskussion der Frage der Panzerung dieser, aber auch schon im Flotteneinsatz befindlicher hölzerner Kriegsschiffe, wurde ein besonderes Komitee unter Vorsitz von Vizeadmiral Rumjanzew (Румянцев) gebildet. Entscheidender war jedoch, dass das Marineministerium den Entschluss fasste, die Admiralitätswerften (auch Galeereninsel, russisch: Галерный островок) für den Bau von eisernen Schiffen umzurüsten. Außerdem wurden in den Ischorski-Werken der Admiralität Fertigungsanlagen für die Eisenerzeugung und Walzstraßen aufgebaut.
Gegen Ende des Jahres 1862 besuchte ein russischer Flottenverband unter Führung Kapitän 1. Ranges S. S. Lessowski (С. С. Лесовский) die Vereinigten Staaten. Zum Personal des Verbandes gehörte auch der Schiffbauingenieur Oberst N. A. Arzeulow (Н. А. Арцеулов). Lessowski und Arzeulow stellten während des Besuches fest, dass die amerikanischen Monitore des Typs Passaic für die Verteidigung Kronstadts und des Finnischen Meerbusens am geeignetsten erschienen. Auf Grundlage ihres Berichtes fasste die russische Regierung den Beschluss, eine Serie von zehn derartigen Monitoren aufzulegen. Zur Anwendung sollte die Turmkonstruktion von John Ericsson kommen. Einer der Gründe für die Auswahl dieser Konstruktion war die Tatsache, dass der Turm mit 15 Lagen Panzerplatten mit einer Stärke von 25,4 mm gepanzert war. Bei der Konstruktion von Cowper Phipps Coles bestand die Panzerung aus einer Lage mit einer Stärke von 114,3 mm. Panzerungen derartiger Stärke konnten damals jedoch in Russland nicht hergestellt werden. In Europa gab es nur ein Unternehmen im englischen Sheffield, das Panzerplatten in dieser Stärke in der erforderlichen Qualität herstellen konnte. Außerdem verschlechterten sich wegen des polnischen Aufstandes die Beziehungen zwischen dem Vereinigten Königreich und Russland schnell. Die russische Regierung war daher gezwungen, schnell Entschlüsse zu fassen und diese zügig umzusetzen.
Auf Grundlage der in den Vereinigten Staaten aufgekauften Zeichnungen erstellte Arzeulow ein neues Projekt und passte es an die Möglichkeiten der russischen Schiffbauindustrie an. Größte Veränderung war die Reduzierung der Anzahl der Lagen der Panzerung des Turms auf elf. Bereits im April 1863 wurden die Pläne des Projektes dem Schiffbaukomitee zur Bestätigung vorgelegt. Noch im Jahr 1863 wurden die ersten zehn russischen Monitore auf Stapel gelegt. Klassifiziert wurden die Boote als „gepanzertes Turmboot“ (башенная броненосная лодка), ab 10. Mai 1869 als Küstenpanzerschiff. Der russischen Marineführung war bewusst, dass eine so großer Anzahl von Booten eines neuen Typs unter den damaligen Bedingungen nicht in vertretbarer Zeit auf den Admiralitätswerften gebaut werden konnten. Daher wurde die Produktion auf verschiedene Fertigungsstätten aufgeteilt. Zwei der Boote, die Bronenossez und die Latnik ("Латник") wurden auf der Werft von Carr and MacPherson (Карра & Макфердсон), den späteren Baltischen Werken, gebaut. Auch die Geschütztürme wurden bei dieser Firma produziert. Die kompliziert herzustellenden Panzerplatten wurden ebenso wie die Ruderanlage von anderen Firmen hergestellt, dabei kam die Panzerung von einer britischen Firma. Noch während des Baus verstarb Arzeulow, er wurde durch Oberst A. Ja. Gesechus (А. Я. Гезехус) ersetzt. Als erste Boote wurden die Tifon (Тифон) und die Uragan (Ураган) am 19. November 1863 auf Kiel gelegt, die Bronenossez wurde jedoch als zweites Boot am 12. Mai 1864 vom Stapel gelassen und als erstes Boot der Klasse am 9. Oktober 1864 in Dienst gestellt, daher wird die Klasse in der Literatur sowohl als Uragan-Klasse (nach der Kiellegung), als auch als Bronenossez-Klasse (nach der Indienststellung) bezeichnet. Der Preis für ein Boot belief sich auf ungefähr 600.000 Rubel.

## Konstruktion

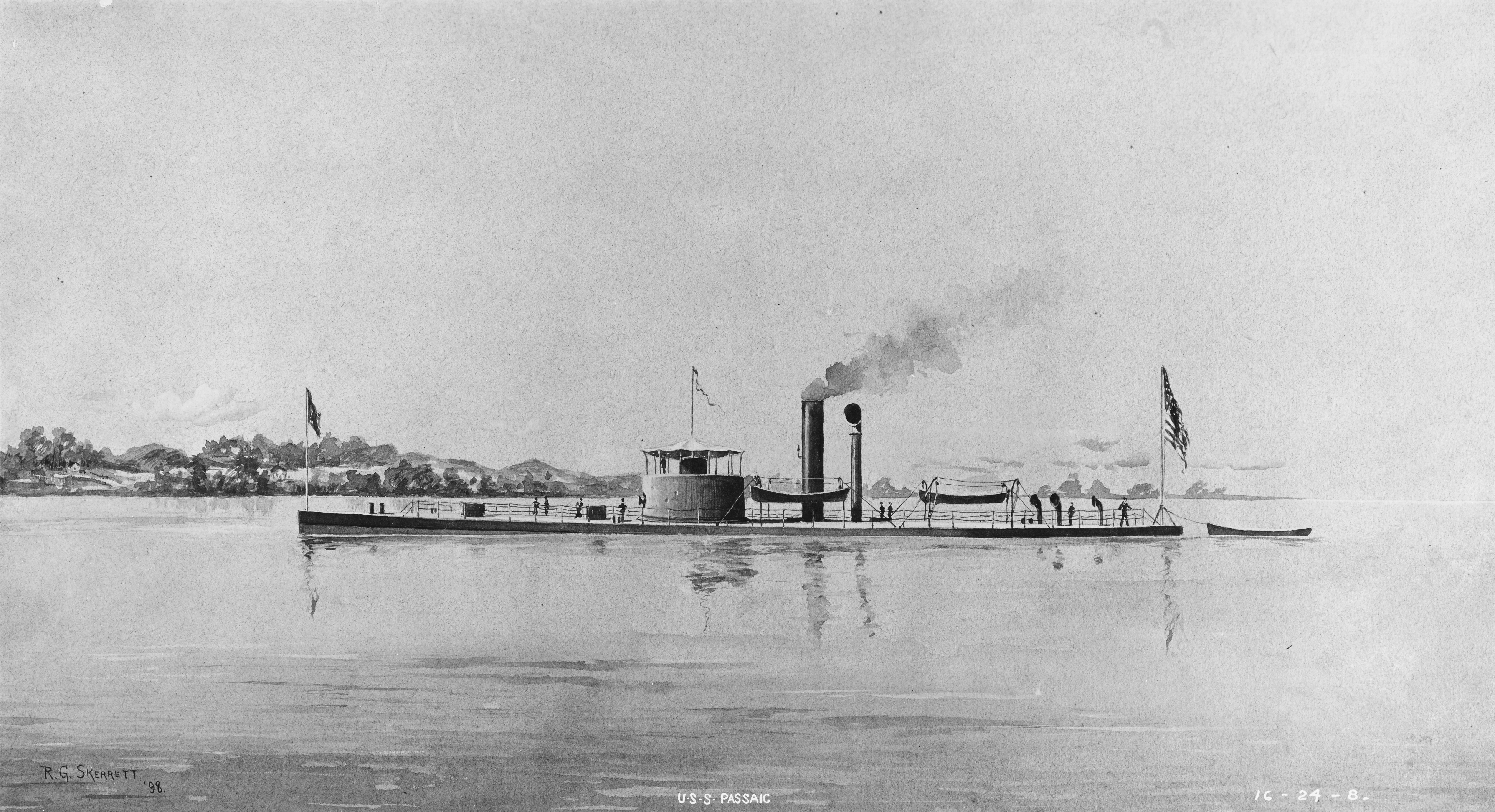
Die Passaic, Vorbild der Boote der Bronenossez-Klasse

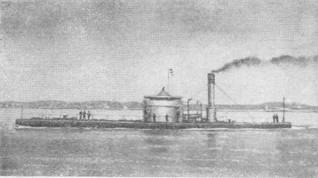
Bronenossez

Der Turm des Bootes lag praktisch auf dem Oberdeck auf. Gegenüber der Konstruktion Coles’ führte das zu einem höheren Schwerpunkt und einem schlechteren Seeverhalten. Das Gewicht des Turmes wurde von einem Tragring aufgenommen, der um wenige Zentimeter unter dem Niveau des Oberdecks lag. Die Vertiefung um den Turm wurde mit Eisenplatten abgedeckt, die einen gewissen Schutz vor Splittern boten, jedoch wasserdurchlässig waren. Im Jahr 1870 berichtete der Kommandant des Schwesterbootes Perun (Перун), Kapitän 1. Ranges von Goldbach (фон Гольдбах), dass das Boot bei einer Kränkung von 7 bis 8° viel Wasser übernahm, das auf die heißen Teile der Richtantriebe gelangte. Der Turm entwickelte dabei nach den Worten des Kommandanten „viel Dampf“.
Die Panzerung der Seitenwände des Turms bestand aus elf Lagen Eisen, die sich gegenseitig überlappten. Das Dach des Panzerturms wurde von einer Reihe von Eisenträgern gebildet, die mit einem Abstand von 75 mm verlegt und mit Eisenplatte mit einer Stärke von 12,7 mm belegt waren. Im Turm befanden sich zwei größere Beobachtungsöffnungen und eine Reihe kleinerer Öffnungen mit einem Durchmesser von 25,4 mm, die der Ventilation dienten. Auf den eigentlichen Geschützturm wurde ein kleinerer Turm gesetzt, in dem sich das Steuerruder befand. Nach oben wurde dieser Turm durch eine Persenning abgedeckt, die mit einer Spriegelkonstruktion befestigt war. Die Energie für das Turmschwenkwerk wurde von einer zweizylindrigen Hilfsdampfmaschine mit einer Leistung von 15 PS bereitgestellt. Der Turm hatte einen Durchmesser von 6,4 m und eine Höhe von 2,7 m, der Steuerturm einen Durchmesser von 1,83 m.
Bei den amerikanischen Booten war der Turm anfänglich genau mittschiffs angeordnet. Dies führte zu einer geringen, aber dennoch unerwünschten Hecklastigkeit. Daraufhin wurde die Lage des Turms nach vorn verschoben. Russische Seeoffiziere, die sich zum Studium des amerikanischen Schiffbaus in den Vereinigten Staaten aufhielten, berichteten über das Problem. Der Bau der Boote war jedoch so weit fortgeschritten, dass die Lage des Turmes bei acht von zehn Booten nicht mehr geändert werden konnte. Daraufhin wurde die Stärke der Panzerung des Turmes auf acht Lagen mit einer Gesamtstärke von 203 mm verringert, um die unerwünschte Hecklastigkeit zu beseitigen.
Bereits Anfang der 1860er Jahre hatte die russische Militärführung erkannt, dass Geschütze mit glattem Rohr (sogenannte Glattrohrkanonen), kein Entwicklungspotential mehr aufwiesen und durch Geschütze mit gezogenem Lauf in der Leistungsfähigkeit übertroffen wurden. Daher wurde im Jahr 1861 das „Komitee für die beschleunigte Einführung von Geschützen mit gezogenem Rohr und den Bau gepanzerter Schiffe“ („Комитет для скорейшего введения нарезной артиллерии и строения броненосных судов“) unter Führung des Generaladjutanten Je. W. Putjatin (Е. В. Путятин) gebildet. Kurze Zeit später begann auf dem Artillerieschießplatz der Flotte Wolkow die Erprobung von Geschützen mit gezogenem Lauf. Fortschritte stellten sich jedoch nur langsam an. Größtes Problem war das Fehlen eines zuverlässig arbeitenden Verschlusses. Daher konstruierte man- ähnlich wie in Großbritannien zur damaligen Zeit - Vorderladergeschütze mit gezogenem Rohr. Das Laden von vorn begrenzte jedoch die Rohrlänge. Außerdem wurde die Granate im Rohr durch die Züge nicht exakt geführt, was zu einer geringen Treffergenauigkeit führte. Während in Großbritannien und Frankreich spezielle Konstruktionen zur Verbesserung der Führung der Granate im Rohr entwickelt wurden (siehe Armstrong-Kanone), konzentrierte man sich in Russland auf die Verbesserung der Verschlusskonstruktionen. Einsatzreife Verschlüsse standen 1863 jedoch nicht zur Verfügung. Daher wurden für die Monitore eine 381-mm-Rodmann-Kanone und eine 229-mm-Kanone von Krupp vorgesehen. Beide Waffen waren Vorderlader mit glattem Lauf. Da die Obuchow-Werke ihre Produktion erst im Jahr 1863 begonnen hatten, wurde keiner der beiden Typen in Russland produziert. Die auf der Bronenossez zuerst eingebaute Waffe wurde daher von Krupp in Deutschland geliefert.
Für die Produktion der 381-mm-Kanone System Rodmann wurde das Olonezki-Werk ausgewählt. Die Produktionsvorbereitung nahm jedoch viel Zeit in Anspruch, so dass erst am 27. Juni 1865 die Erprobung der ersten Waffe aufgenommen werden konnte. Die Erprobung zog sich bis zum 7. Juli 1865 hin, erst danach wurde mit dem Bau der zweiten Waffe begonnen. Die Verzögerungen führten dazu, dass die Bronenossez wie ihre Schwesterboote zunächst mit der 229-mm-Kanone von Krupp ausgerüstet wurde. Die Produktion der 381-mm-Kanone verlief sehr schleppend, so dass bis Anfang 1868 nur drei der zehn Boote mit der größeren Waffe ausgerüstet werden konnte. Die Bronenossez bekam im Laufe des Jahres 1868 diese Waffe. Bereits im Folgejahr wurden diese Waffen gegen eine modifizierte Version des gleichen Typs ausgetauscht. Aber auch diese Geschütze blieben nur zwei Jahre an Bord des Bootes, bereits 1871 wurden sie durch Dahlgrenkanonen gleichen Kalibers ersetzt. In den 1870er Jahren hatte Krupp dann mit dem prismatischen Keilverschluss eine Konstruktion entwickelt, die zuverlässig arbeitete. Auf der Bronenossez wurde im Jahr 1878 zwei Waffen dieses Typs aus der Fertigung von Krupp eingerüstet, 1880 wurden sie gegen die verbesserte, in den Obuchow-Werken hergestellte Version getauscht. Die maximale Rohrerhöhung änderte sich von 7,5° auf 9,5°, bei beiden Ausführungen konnte das Rohr auf −3,5° abgesenkt werden. Die Schussweite änderte sich von 1,8 auf 2,2 km. Für die Kanone wurden 150 Schuss Munition mitgeführt, zunächst in Kisten, später in Lagergestellen. Während des Umbaus veränderte sich auch das Erscheinungsbild des Bootes. Hinter dem Turm wurde eine flache Brücke aufgebaut. Die Lage der Beiboote und kleinerer Aufbauten wurde so verändert, dass der Seitenrichtbereich nun bei 310° lag. Auf dem Turm wurden hinter einer gepanzerten Reling drei kleinkalibrige Schnellfeuerkanonen aufgestellt, eine weitere auf der Brücke. Auf das Deck wurde eine Panzerung mit einer Stärke von 12,7 mm aufgebracht.
Die Verdrängung der Bronenossez lag bei 1566 t. Das Boot war 61,3 m lang, 14 m breit und hatte einen Tiefgang von 3,5 m. Der Rumpf hatte vorn und achtern große Überhänge. Vorn wurde unter ihnen ein großer vierflukiger Anker untergebracht, achtern diente der Überhang zum Schutz von Schraube und Ruder vor Granaten. Der Rumpf wurde durch Schotten in sechs Abteilungen unterteilt, zwei der Schotten waren wasserdicht. Die Spanten bestanden aus 100 × 12,7 mm starken Eisenträgern und 300 × 300 mm starken Eichenbalken, der flache Kiel aus 18,9 mm starken Eisen, Vorder- und Achtersteven aus 12,7 mm starken Eisenplatten. Vom Spant 53 bis zum Heck war ein Längsschott eingezogen, dass mit zwei Reihen von Säulen das Deck abstützte, im vorderen Teil des Bootes bestand die Abstützung aus drei Reihen von Säulen mit einem Durchmesser von 50 mm. Das Deck selbst bestand aus zwei Lagen Kiefernholz. Der Rumpf war mit fünf Lagen dünner Eisenplatten gepanzert.
Die liegende Zweizylinderdampfmaschine mit einer Leistung von ungefähr 570 PS arbeitete auf eine vierflügelige Schiffsschraube mit einem Durchmesser von 3,6 m. Der Dampf wurde in zwei Zylinderkesseln erzeugt. Die Heizfläche betrug insgesamt 290,7 m², der Dampfdruck 1,4 kg/cm². Die Höchstgeschwindigkeit lag bei 7,75 Knoten, die auf der gleichen Werft gebaute Latnik war mit fünf Knoten Höchstgeschwindigkeit deutlich langsamer. Neben der Hilfsdampfmaschine zum Antrieb des Turmschwenkwerkes war eine weitere zweizylindrige Hilfsdampfmaschine zum Antrieb des Ventlators der Maschinenanlage vorhanden. Ihre Leistung lag bei 20 PS. Der Kohlevorrat von 190 t reichte bei einer Geschwindigkeit von 6 Knoten für 10 Tage. Die Maschinenanlage kam ebenfalls von Carr and MacPherson.
Die Schiffe wurden dem Panzergeschwader der Baltischen Flotte zugeteilt. Zusammen mit der Artillerie der Küstenbefestigungen hatten sie die seeseitigen Zugänge nach Sankt Petersburg zu schützen. Im Flottendienst erwiesen sich die Boote als zuverlässig und langlebig. Im Jahr 1900 wurde die Bronenossez aus dem aktiven Dienst zurückgezogen und als Hulk verwendet. Ab 1903 als Schute Nr. 34 (Баржа №34), später als Schute Nr. 51 (Баржа №51) bezeichnet, wurde sie 1914 in Schute Nr. 324 (Баржа №324) umbenannt. Das Boote diente jetzt als schwimmender Kohlestützpunkt. In dieser Funktion wurde das Boot noch zu Beginn des Ersten Weltkrieges in den Häfen von Kronstadt und Sveaborg eingesetzt. Die Schute Nr. 324 sank im Jahr 1914 während eines Sturmes im Finnischen Meerbusen.